# Осинки (Самарська область)
Осинки (рос. Осинки) — смт в Безенчуцькому районі Самарської області Російської Федерації.
Населення становить 2858 осіб. Входить до складу муніципального утворення міське поселення Осинки.

## Історія
Населений пункт розташований у межах українського етнічного та культурного краю Жовтий Клин.
Від 2005 року входило до складу муніципального утворення міське поселення Осинки.

## Населення
| 1959  | 1970  | 1979  | 1989  | 2002  | 2010  | 2012  |
| ----- | ----- | ----- | ----- | ----- | ----- | ----- |
| 4332  | ↘4205 | ↘3815 | ↘3094 | ↗3127 | ↘3101 | ↗3120 |
| 2013  | 2014  | 2015  | 2016  | 2017  | 2018  | 2019  |
| ↘3082 | ↘3054 | ↘3017 | ↘2989 | ↘2974 | ↗3000 | ↘2993 |
| 2020  | 2021  |       |       |       |       |       |
| ↗3041 | ↘2858 |       |       |       |       |       |